# Amphiodia
Amphiodia är ett släkte av ormstjärnor. Amphiodia ingår i familjen trådormstjärnor.

## Dottertaxa tillAmphiodia, i alfabetisk ordning[1]
- Amphiodia acutispina
- Amphiodia akosmos
- Amphiodia assimilis
- Amphiodia atra
- Amphiodia clarki
- Amphiodia crassa
- Amphiodia craterodmeta
- Amphiodia cyclaspis
- Amphiodia debita
- Amphiodia digitata
- Amphiodia digitula
- Amphiodia dividua
- Amphiodia duplicata
- Amphiodia euryaspis
- Amphiodia fissa
- Amphiodia frigida
- Amphiodia fuscoalba
- Amphiodia grisea
- Amphiodia guillermosoberoni
- Amphiodia gyraspis
- Amphiodia habilis
- Amphiodia microplax
- Amphiodia minuta
- Amphiodia obtecta
- Amphiodia occidentalis
- Amphiodia oerstedi
- Amphiodia olivacea
- Amphiodia orientalis
- Amphiodia peloria
- Amphiodia periercta
- Amphiodia planispina
- Amphiodia platyspina
- Amphiodia psara
- Amphiodia pulchella
- Amphiodia rhabdota
- Amphiodia rossica
- Amphiodia rugosa
- Amphiodia sculptilis
- Amphiodia serrataspina
- Amphiodia tabogae
- Amphiodia trychna
- Amphiodia tymbara
- Amphiodia urtica
- Amphiodia vicina
- Amphiodia violacea